# Stadion an der Zweibrücker Straße
Das Stadion an der Zweibrücker Straße war ein Fußballstadion im rheinland-pfälzischen Pirmasens.

## Lage und Ausstattung
Das Stadion an der Zweibrücker Straße befand sich etwas außerhalb der Pirmasenser Innenstadt. Das Fassungsvermögen betrug früher 25.000 Zuschauer, zuletzt nur noch 16.000. Auf der Haupttribüne befanden sich rund 1.000 überdachte Sitzplätze. Die Spielfläche aus Naturrasen war von einer kleinen Aschenbahn umgeben, die allerdings nicht für Leichtathletik genutzt werden konnte. Die Heimspielstätte des FK Pirmasens verfügte über keine Flutlichtanlage.

## Geschichte
Vier Mitglieder des FK Pirmasens erwarben im Jahre 1911 ein 2.400 Quadratmeter großes Gelände, auf dem das Stadion gebaut wurde. Zur Finanzierung gewährte die Brauerei Park & Bellheimer ein Darlehen in Höhe von 20.000 Mark. Als Gegenleistung musste der Verein der Brauerei jährlich 30.000 Liter Bier abnehmen. Das Stadion an der Zweibrücker Straße wurde schließlich am 5. April 1912 mit einem Freundschaftsspiel gegen den BSC Old Boys Basel eingeweiht. Die Gäste aus der Schweiz gewannen das Spiel mit 4:3; die Zuschauerzahl ist unbekannt.
Im Sommer 1912 wurden die Haupttribüne und das Vereinsheim eingeweiht. Ein Orkan zerstörte große Teile des Stadions im Jahre 1920. Sechs Jahre später wurde die Haupttribüne durch eine überdachte Tribüne mit Sitzplätzen ersetzt. Im Jahre 1939 musste die Stadt Pirmasens evakuiert werden, so dass der FK Pirmasens nach Kaiserslautern ausweichen musste. Beim Ende des Zweiten Weltkrieges im Jahre 1945 waren die Tribüne und das Vereinsheim zerstört und die Spielfläche mit Bombentrichtern übersät. Die Schäden wurden schnell behoben, so dass der Verein seine Heimspiele in der seinerzeit erstklassigen Oberliga Südwest auf dem Horeb austragen konnte.
Am 6. Dezember 1953 wurde der Zuschauerrekord aufgestellt, als 25.000 Personen das Oberligaspiel des FK Pirmasens gegen den 1. FC Kaiserslautern sahen. Die späten 1950er und frühen 1960er Jahre wurden zur erfolgreichsten Zeit der Vereinsgeschichte. Von 1958 bis 1960 wurde der FK Pirmasens Meister der Oberliga Südwest und sicherte sich 1962 noch die Vizemeisterschaft. Für die Endrundenspiele um die deutsche Meisterschaft wich der Verein allerdings ins Südweststadion in Ludwigshafen am Rhein aus, da dieses Stadion über eine höhere Kapazität verfügt. Laut dem Ehrenpräsidenten Gustav Käfer „reichte das Geld, das die Pirmasenser im Südweststadion einnahmen, für ein Jahr“.
Im Jahre 1963 wurde der Verein nicht in die neugeschaffene Bundesliga aufgenommen und spielte in der zweitklassigen Regionalliga Südwest weiter. 1974 qualifizierte er sich für die neugeschaffene 2. Bundesliga und wurde in der Premierensaison Vizemeister hinter dem Karlsruher SC. In den Aufstiegsspielen zur Bundesliga scheiterte Pirmasens an Bayer 05 Uerdingen; 15.000 Zuschauer sahen im Hinspiel auf dem Horeb ein 4:4. Zwischenzeitlich musste der mit rund 800.000 Mark verschuldete FK Pirmasens das Stadion für zwei Millionen Mark an die Stadt verkaufen, um den Konkurs zu vermeiden.
Das Stadion wurde im Jahre 2003 aufgegeben, da es einer Erweiterung des benachbarten Unternehmens Kömmerling weichen musste. Der FK Pirmasens verabschiedete sich mit Freundschaftsspielen gegen den 1. FC Kaiserslautern, Werder Bremen und der albanischen Nationalmannschaft vom Stadion an der Zweibrücker Straße. Bei den Abrissarbeiten wurde unter der Haupttribüne eine fünf Zentner schwere Fliegerbombe entdeckt. Der FK Pirmasens spielte in der Saison 2003/04 im Stadion in der Spesbach, bevor im Sommer 2004 der neu erbaute Sportpark Husterhöhe bezogen wurde.